# Johann Wolfgang von Goethe
Johann Wolfgang von Goethe (phiên âm tiếng Đứcⓘ) (28 tháng 8 năm 1749 – 22 tháng 3 năm 1832) là một nhà thơ, nhà viết kịch, tiểu thuyết gia, nhà văn, nhà khoa học, họa sĩ người Đức. Ông được coi là một trong những vĩ nhân trong nền văn chương thế giới. Hầu hết các tác phẩm của ông trường tồn với thời gian, một trong những số đó là kịch thơ Faust gồm 2 phần, tác phẩm này là một trong những đỉnh cao của nền văn chương thế giới. Những tác phẩm văn chương nổi tiếng của ông là Wilhelm Meister's Apprenticeship và tiểu thuyết dưới dạng thư Nỗi đau của chàng Werther...
Goethe là một trong những gương mặt điển hình của văn chương Đức đã thoát khỏi (đoạn tuyệt) trường phái cổ điển Weimar ở Đức trong cuối thế kỷ 18 và đầu thế kỷ 19, sự đoạn tuyệt này cũng trùng với thời kỳ khai sáng, và chủ nghĩa lãng mạn. Ông có ảnh hưởng rất lớn đến nền văn chương thế giới đặc biệt là ở châu Âu, nhiều tác phẩm của ông là nguồn cảm hứng trong âm nhạc cổ điển Đức, kịch, thơ, và triết học.

## Đời sống

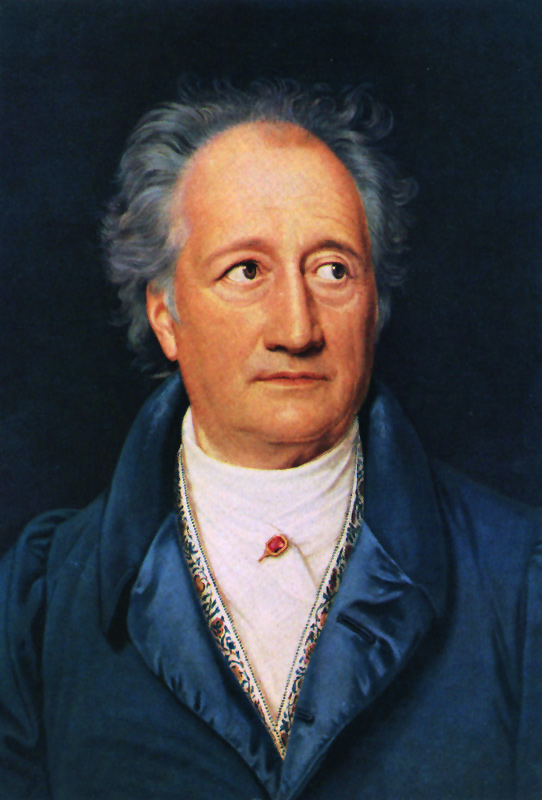
Chân dung Goethe được vẽ bởi Josef Stieler năm 1828

### Thời niên thiếu (1749–1765)

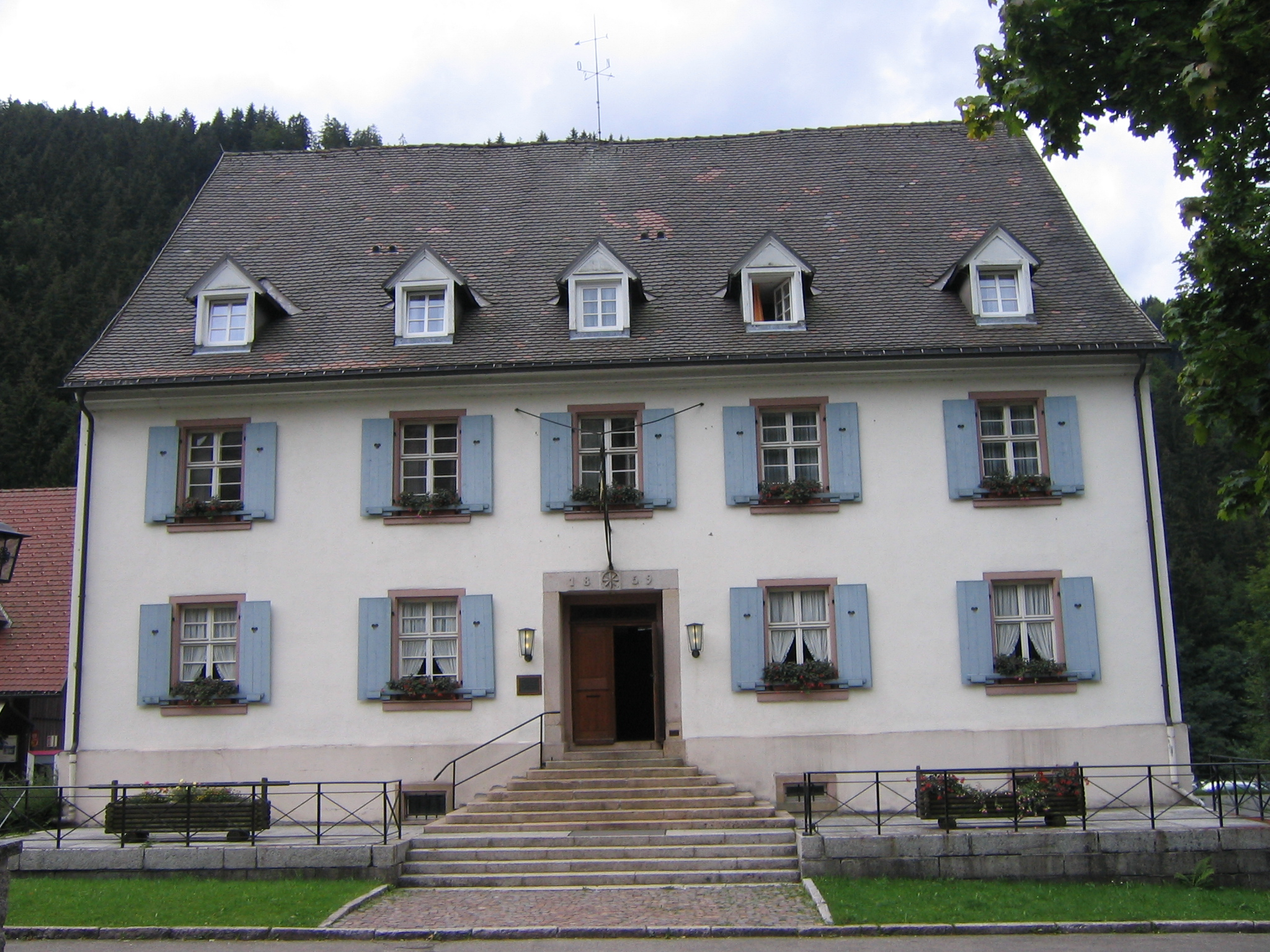
Ngôi nhà có địa chỉ 8314 Hofgut Sternen, Goethe đã sống tại ngôi nhà này trong suốt thời thơ ấu.

Cha của Goethe, Johann Caspar Goethe (1710–1782), sống cùng với gia đình ông trong một ngôi nhà lớn ở Frankfurt am Main, lúc bấy giờ là một phần của Đế quốc La Mã Thần thánh. Mặc dù là một luật gia, nhưng ông không kiếm tiền với nghề này mà sống nhờ vào tiền lời từ của cải mà cha ông đã để lại. Mẹ của Goethe, Catharina Elisabeth Textor (1731–1808), con gái của Thị trưởng của thành phố, cũng là một luật gia có tiếng tăm và xuất thân từ một gia đình giàu có, đã thành hôn với Johann Caspar 38 tuổi khi bà chỉ vừa 17. Nhờ vậy mà cả gia đình không bao giờ phải lo lắng về vấn đề tài chánh. Nhưng không may, tất cả các người con sau này của họ, ngoại trừ Goethe và em kế của ông, Cornelia Friderike Christiana, sinh vào năm 1750, đều chết trẻ.
Johann Caspar và các thầy gia sư đã dạy cho Goethe các bài học của tất cả các môn học phổ thông, đặc biệt là các ngôn ngữ (Latin, Hy Lạp, Pháp và Anh). Goethe cũng được học khiêu vũ, cưỡi ngựa và đấu kiếm. Ông không thích Giáo hội Công giáo La Mã, và cho rằng lịch sử của Giáo hội là "một mớ lỗi lầm và bạo lực" (Mischmasch von Irrtum und Gewalt). Ông thích hội họa. Goethe nhanh chóng thích văn học; Friedrich Gottlieb Klopstock và Homer là những tác giả đầu tiên được ông yêu thích. Ông cũng thích đi xem kịch, và rất thích các vở múa rối được tổ chức hằng năm trong nhà của ông –- một bối cảnh thông thường trong Wilhelm Meister.
Thời bấy giờ, vua nước Phổ là Friedrich II Đại Đế giành chiến thắng trong cuộc Chiến tranh Bảy năm (1756 - 1763), từ đó danh tiếng của ông vang xa. Sau này, Goethe cho hay, khi còn trẻ ông là một "Fritzisch" - tức người vô cùng ngưỡng mộ vị vua này. Là một người Frankfurt am Main, ông cũng nói tiếp:
| “        | Nước Phổ có ý nghĩa gì đối với chúng ta? Chính Đức Vua vĩ đại mới truyền cảm đến tất cả chúng ta. | ” |
| — Goethe |                                                                                                   |   |

Sau khi cuộc Chiến tranh Bảy năm chấm dứt, người ta chuẩn bị làm lễ tôn Joseph II lên làm Hoàng đế của Đế quốc La Mã Thần thánh dân tộc Đức. Khi nhà vua nước Phổ tới, Goethe cùng toàn dân Frankfurt đứng bên lề đường để chào đón ông:
| “        | Tất cả mọi người đều nhìn về phía Người. Đức Vua đứng sừng sững... giữa sự hân hoan của toàn thể nhân dân - không chỉ mỗi nhân dân Frankfurt mà còn có nhân dân ở vùng đất Đức khác. | ” |
| — Goethe | |   |

Thực chất Goethe không phải là nhân vật đương thời duy nhất thán phục vua Friedrich II Đại Đế đến thế. Ông có nhận xét về ảnh hưởng của vị vua này với nền văn học Đức như sau:
| “        | Vùng đất Đức, từ lâu đã bị ngoại bang vùi dập, bị các nước khác xâm chiếm,... nền thi ca Đức... thiếu niềm tự tôn, niềm tự tôn của cả một dân tộc: chúng ta không hề thiếu tài năng. Lần đầu tiên thi ca Đức có được niềm tự hào thực sự, và tự hào hơn là nhờ Đức Vua Friedrich Đại Đế và những chiến công của Người trong cuộc Đại chiến Bảy năm. Tất cả mọi nền thi ca dân tộc đều mờ nhạt, càng mờ nhạt đi, nếu nó không dựa trên sự độc đáo nhân văn, không dựa trên những sự kiện gắn bó với nhân dân và những vị lãnh đạo xuất sắc của nước nó... Các vị vua phải được quan tâm trong chiến tranh và hiểm họa, trong những khi họ là những người đứng đầu mọi thứ, vì họ quyết định đến sự tồn vong của dân tộc và do đó họ sẽ được yêu thích hơn cả các vị Thần Thánh. Theo lối suy nghĩ này thì mỗi dân tộc vinh quang đều phải có một bộ sử thi... Toàn dân Phổ, và cả vùng đất Đức Kháng Cách nữa, đã mang lại cho họ một kho báu mà không hề có ai phản đối, và thậm chí không thể bị thay thế bởi những nỗ lực sau này. Họ đã dần dần tiếp thu một quan niệm lớn lao - chính là quan niệm của giới văn sĩ nước Phổ đối với Đức Vua... | ” |
| — Goethe | |   |

#### Ở Leipzig (1765-1768)
Goethe học luật ở Leipzig từ 1765 đến 1768. Học thuộc lòng các bộ luật cổ xưa là điều ông hết sức ghét. Ông thích đến nghe các bài giảng về thơ ca của Christian Fürchtegott Gellert. Ở Leipzig, Goethe đem lòng yêu Käthchen Schönkopf và viết những bài thơ về nàng theo thể loại rococo. Vào năm 1770, ông ẩn danh xuất bản Annette, tập thơ đầu tiên của ông. Sự kính trọng của ông đối với nhiều nhà thơ đương thời đã biến mất khi ông bắt đầu nghiên cứu về Lessing và Wieland. Vào thời điểm đó, Goethe đã viết rất nhiều, nhưng ông gần như vứt đi tất cả những tác phẩm đó, ngoại trừ vở hài kịch Die Mitschuldigen. Nhà hàng Auerbachs Keller và truyền thuyết về chuyến đi năm 1525 của Faust đã gây ấn tượng mạnh đến nỗi Auerbachs Keller là nơi có thật duy nhất trong vở kịch Faust Phần I của ông. Bởi vì bị bệnh nặng, Goethe buộc phải quay về nhà tại Frankfurt vào cuối tháng 8 năm 1768.

#### Ở Frankfurt am Main/Strasbourg (1768-1770)
Ở Frankfurt, vào cuối năm cơn bệnh của Goethe lại càng nặng thêm tưởng chết. Trong một năm rưỡi theo sau đó, bởi vì nhiều lần bệnh tình tái phát, mối quan hệ với cha ông xấu dần đi. Trong quá trình dưỡng bệnh, Goethe được chăm sóc bởi mẹ và em gái ông. Buồn chán trên giường bệnh, ông viết một vở hài kịch hỗn xược về đề tài tội phạm. Vào tháng 4 năm 1770, cha ông mất hết kiên nhẫn; Goethe rời Frankfurt để học cho xong ở Strasbourg. Khi sinh sống ở đây để mở mang kiến thức, ông đã phát biểu cảm nghĩ của mình:
| “                            | Chúng tôi chẳng muốn nhiều lời ca tụng tình hình Đế chế ta; chúng tôi thừa nhận rằng nó chỉ toàn những điểm lạm dụng pháp luật, nhưng do đó mà nước Đức vượt trên cái thể trạng đương thời của nước Pháp - cái thể trạng mà song hành với nó là một mê cung của những điều phi pháp, chính phủ của nó đã năng nổ chẳng đúng chỗ mà vì thế, chuyện đảo trời thay đất ai ai cũng có thể tiên đoán được. Khi chúng ta nhìn lên phía Bắc thì ngược lại, ở nơi ấy đang rực sáng một ngôi sao Bắc Đẩu mang tên Friedrich, - đấng Quân vương mà cả dân tộc Đức, cả châu Âu, thậm chí cả thế giới đang hướng về... | ” |
| — Johann Wolfgang von Goethe | |   |

Tại Alsace, tài năng của Goethe bộc lộ. Không có một nơi nào mà ông miêu tả một cách đầy trìu mến như là khu vực Rhine ấm áp bao la. Ở Strasbourg, Goethe đã gặp Johann Gottfried Herder, người tình cờ ghé thành phố đó vì phải mổ mắt. Cả hai trở thành bạn thân, và rất quan trọng trong sự phát triển tài năng của Goethe, chính Herder là người đã khơi dậy lòng yêu thích Shakespeare, Ossian, và hình thức Volkspoesie (thơ ca dân gian). Trong một chuyến đi về làng Sesenheim, Goethe đem lòng yêu mến Friederike Brion. Nhưng chỉ sau một vài tuần, ông kết thúc mối quan hệ đó. Một vài bài thơ của ông, như là Willkommen und Abschied, Sesenheimer Lieder và Heideröslein, xuất phát từ thời gian này.
Mặc dù chỉ dựa vào ý tưởng riêng của ông, luận án về luật của ông được xuất bản mà không bị chỉnh sửa gì cả. Chỉ không lâu sau, ông được mời làm việc trong nhà nước Pháp. Goethe đã từ chối – ông đã không muốn vướng bận, nhưng muốn vẫn là một "thiên tài với ý tưởng riêng biệt".

### Giáo sư và những năm cuối đời (1772-1832)
Ông là bạn thân và quân sư của Quận công Charles Augustus xứ Saxe-Weimar trong Đế quốc La Mã Thần thánh.
Năm 1832, Goethe ra đi ở thành phố Weimar và được chôn cất tại Nghĩa trang Lịch sử Weimar.

## Các tác phẩm
Tiểu thuyết
- Những đau khổ của chàng trai trẻ tuổi (1774)
- Những năm học tập của Wilhelm Meister (1796)
- Các mối quan hệ tự chọn (1809)

Nhạc kịch
Một số các tác phẩm của ông dành riêng cho nhà hát như là: Caprice của người yêu (1767), Các đồng phạm (1768), Gottz von Berlichingen (1773), Clavijo (1774), Stella (1775), Iphigenia ở Tauride (1787), Egmont (1788), Rừng đen (1789), Torquato Tasso (1790), Đại Coplic (1792), Con gái tự nhiên (1799) và Niềm tin (phần đầu tiên 1807, phần thứ hai 1832).
Thơ
Một số các tác phẩm thơ của ông bao gồm: Prometheus (1774), La Mã thanh lịch (1795), Cô dâu của Cô-rinh-tô (1797), Hermann và Dorothea (1798), Divan của Đông và Tây (1819) và Mười một Marienbad (1823).

## Chú giải
1. ↑  Britannica, 2002 ed. CD-ROM
2. ↑  Eric Weisstein's World of Scientific Biography
3. 1 2  Columbia Encyclopedia, 6th Ed. (2001-2005)
4. 1 2 3 4  H. W. Koch, History of Prussia, Dorset Press, 1987, các trang 132-139. ISBN 0-88029-158-3.
5. ↑  Hannsjoachim Wolfgang Koch, A history of Prussia, trang 149